# Sebastiano Martinelli
Pour les articles homonymes, voir Martinelli.
Sebastiano Martinelli (né le 20 août 1848 à Borgo Sant'Anna en Toscane et mort le 4 juillet 1918 à Rome) est un cardinal italien du début du XXe siècle. Il est membre de l'ordre des ermites de saint Augustin. Il est le frère du cardinal Tommaso Maria Martinelli.

## Biographie
Sebastiano Martinelli naît dans une famille très pieuse. Son frère de vingt ans son aîné, Tommaso, lui ouvre le chemin en entrant chez les ermites de Saint Augustin. Sebastiano Martinelli y entre à son tour le 6 décembre 1863, après des études au séminaire de Lucques. Il poursuit ses études au Collegio Sant'Agostino de Rome et il est ordonné prêtre le 4 mars 1871. Il enseigne ensuite la théologie au Collegio Santa Maria in Posterula. Il est nommé postulateur des causes des serviteurs de Dieu de son ordre en 1881.
Sebastiano Martinelli est élu prieur général de son ordre en 1889 et réélu en 1895, jusqu'en 1898. Il est nommé le 18 avril 1896 par Léon XIII délégué apostolique aux États-Unis (pays qui n'aura une nonciature qu'en 1984) et donc nommé le même jour archevêque titulaire d'Éphèse (de) ; il est consacré le 30 août 1896 par le cardinal Rampolla. Il prend possession de sa délégation le 4 octobre 1896. 
Le pape Léon XIII le crée cardinal-diacre au consistoire du 15 avril 1901. Il participe au conclave de 1901, à l'issue duquel Pie X est élu pape. Il est élevé au rang de cardinal-prêtre en juin 1902 au titre de Sant'Agostino. Il a pour secrétaire particulier Pietro Fumasoni-Biondi. Le cardinal Martinelli est nommé camerlingue du Sacré Collège en 1907-1909. 
À partir de 1909, il est préfet de la Congrégation des rites. Pour des raisons de santé, il ne participe pas au conclave de 1914.
Le cardinal Martinelli est enterré au Campo Verano.

## Sources
- Fiche du cardinal Sebastiano Martinelli sur le site fiu.edu